# تجوية

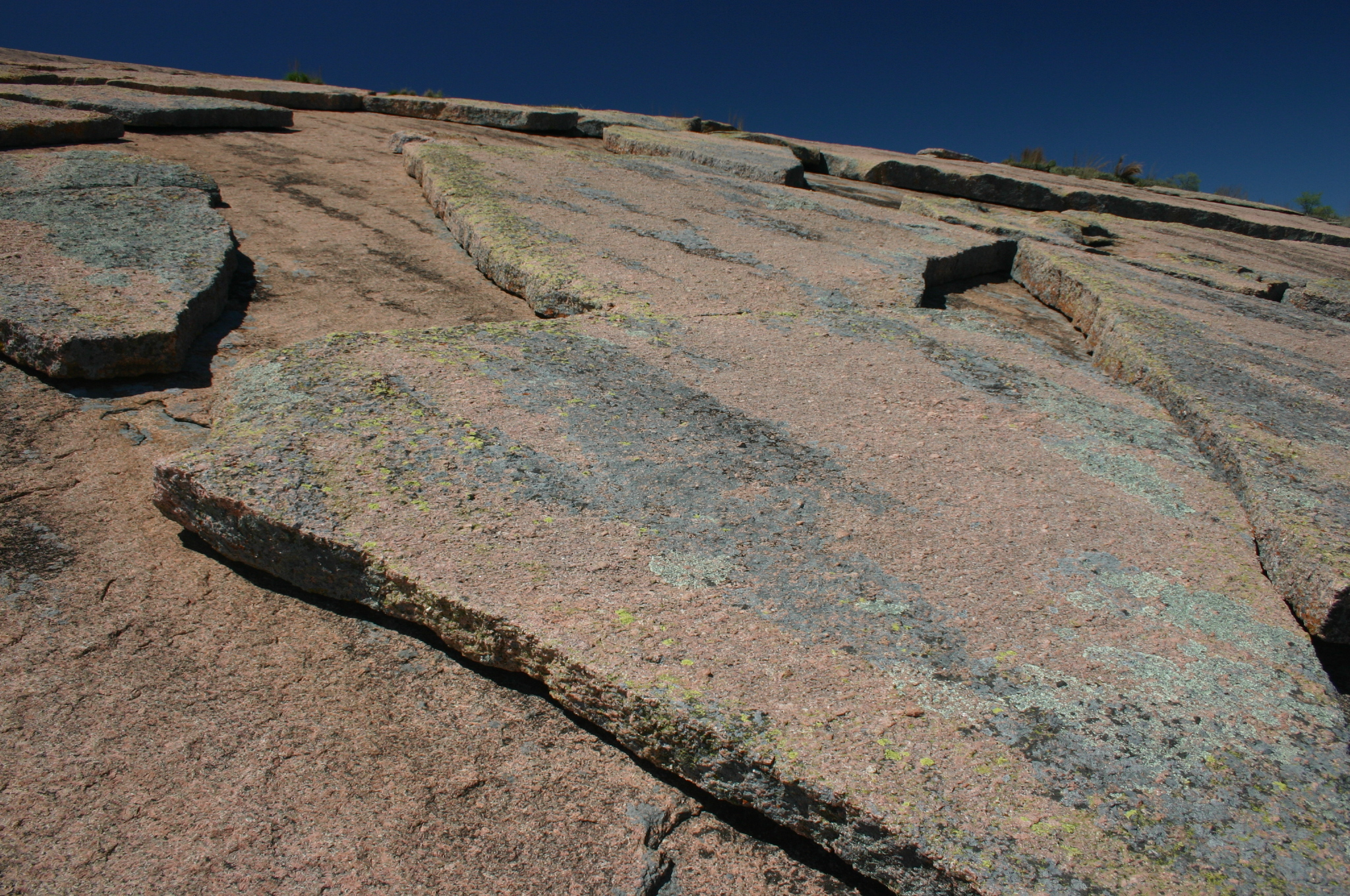
تحرير الضغط في صخور الغرانيت شكل من أشكال التجوية الكيميائية

التجوية هي عملية تفتت وتحلل الصخور والتربة والمعادن على سطح الأرض أو قربه بواسطة العوامل الجوية السائدة دون نقل الفتات من مكانه. تختلف التجوية عن التعرية أو التحات في أن التحات يشمل تفتيت الصخور مع نقل هذا الفتات وترسيبه.
تنقسم عمليات التجوية إلى نوعين: التجوية الفيزيائية والكيميائية. تتضمن التجوية الفيزيائية تحلل الصخور والتربة من خلال التأثيرات الميكانيكية للحرارة أو الماء أو الجليد أو عوامل أخرى. تتضمن التجوية الكيميائية التفاعل الكيميائي للماء والغازات الجوية والمواد الكيميائية المنتجة بيولوجيًا مع الصخور والتربة. الماء هو العامل الرئيسي وراء كل من التجوية الفيزيائية والكيميائية، على الرغم من أن الأكسجين الجوي وثاني أكسيد الكربون وأنشطة الكائنات الحية مهمة أيضًا. تُعرف التجوية الكيميائية عن طريق الفعل البيولوجي أيضًا بالتجوية البيولوجية.
تتحد المواد المتبقية بعد انهيار الصخور مع المواد العضوية لتكوين التربة. العديد من التضاريس والمناظر الطبيعية للأرض هي نتيجة لعمليات التجوية المقترنة بالتآكل وإعادة الترسيب. تعتبر التجوية جزءًا مهمًا من دورة الصخور، وتغطي الصخور الرسوبية، التي تتكون من منتجات التجوية للصخور القديمة، 66% من قارات الأرض وجزء كبير من قاع محيطاتها.

## التجوية الحيوية

### التجوية الكيميائية
يحدث هذا النوع من التجوية حينما يتفاعل الهواء أو الماء مع المعادن المكونة للصخور فيؤدي إلى تكوين معادن جديدة أي تغيير في تركيبها الكيميائي وإنتاج مادة أو صخر جديد
تكثر التجوية الكيميائية بجانب البحار لأنها تتفاعل مع المياه المالحة التي تُحلل الصخر.
ويمكن ضرب مثل بسيط للتفريق بين العمليتين، فمثلا لو أحضرنا قطعة من الورق ومزقناها إلى قطع اصغر فهذه عمليه تفتيت ميكانيكية، ويمكن تحلل مكونات الورقة باشتعال النار فيها وهذه عملية تفتيت كيميائية. تحدث بسبب ممارسة الحيوانات الأنشطة الخاصة بها ويؤدى ذلك إلى تجوية الصخور ومواد التربة

### التجوية الحيوانية
وهي أبسط أنواع التجوية وهي نشاط الحيوانات مع البيئة
1. النمل وبخاصه النمل الأبيض وتفاعلاته مع صخور سطح الأرض فقد يؤدى إلى هدم المنازل والبيوت.
2. الحيوانات الحفارة كالقوارض ونعطى المثال بالفأر كحيوان حفار فهو يعمل على نبش الصخور والمواد الصخرية.
3. الثعابين وهي حيوانات تقوم بعمل بيات شتوي فتمكث في جحورها لمده تطول واثناء تلك البيات يحدث تجوية وعمليات كربنه للجحر نتيجة إلى حركة الثعبان داخل الجحر (فعل ميكانيكي) وتنفسه وخروج بخار الماء (فعل كيميائي).

### التجوية النباتية
عندما تكون الجذوع وجذور الأشجار ضخمه فهي تعمل على ضرب الشقوق والفواصل في الصخور وتكون مقدمة تلك الجذوع صغيرة ولكنها لا تلبث الا ان تتضخم وتقوم بفعل ميكانيكي بشق الصخور.

### تجوية الإنسان
يقوم الإنسان أيضا بعمليات تجوية، حين يخترق الجبال لشق الطرق أو حين يحفر المناجم أو حين يسوي المناطق المرتفعة، فتكون تلك العمليات ما هي الا عمليات ميكانيكية من الإنسان كعوامل تجوية.

## معرض صور

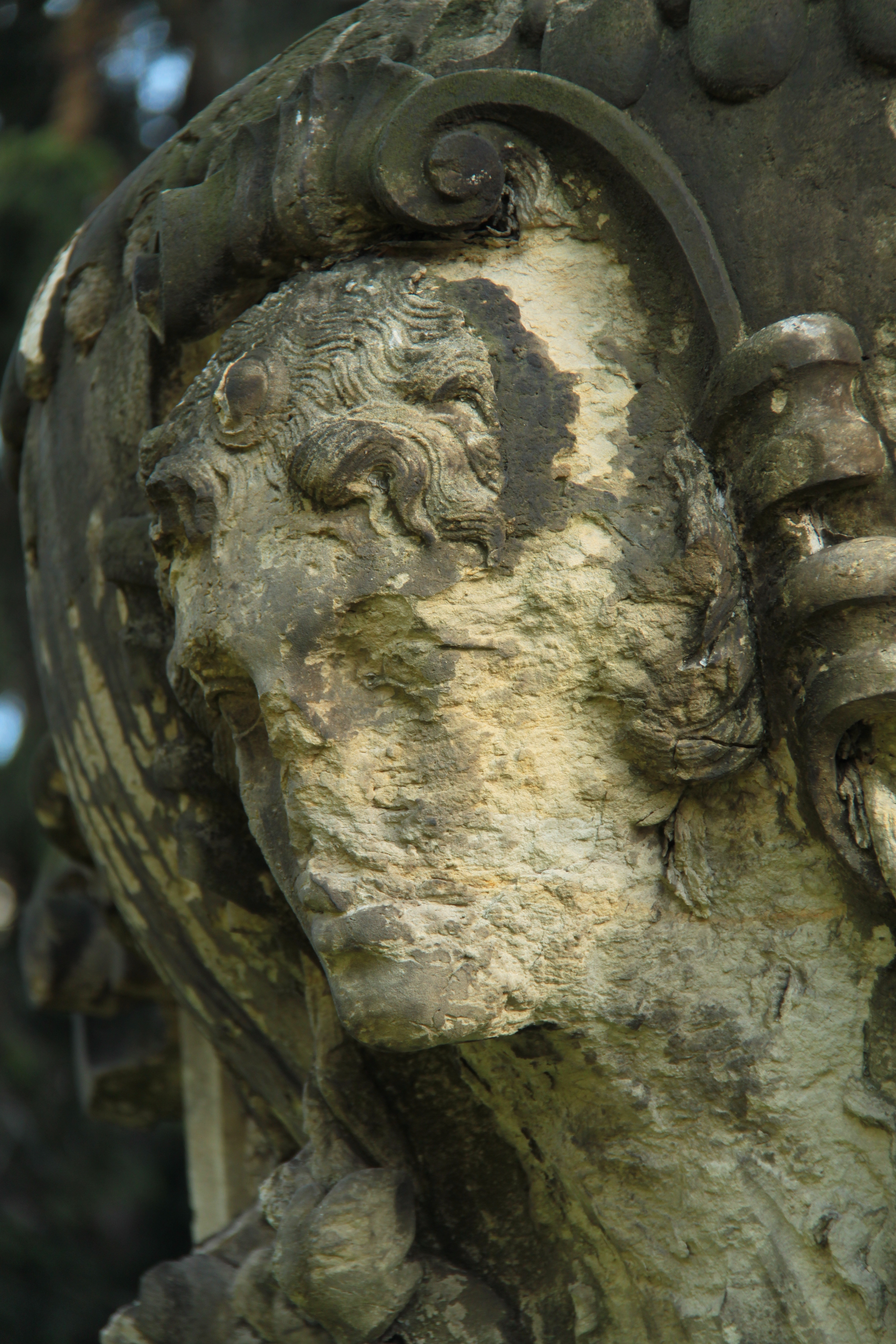
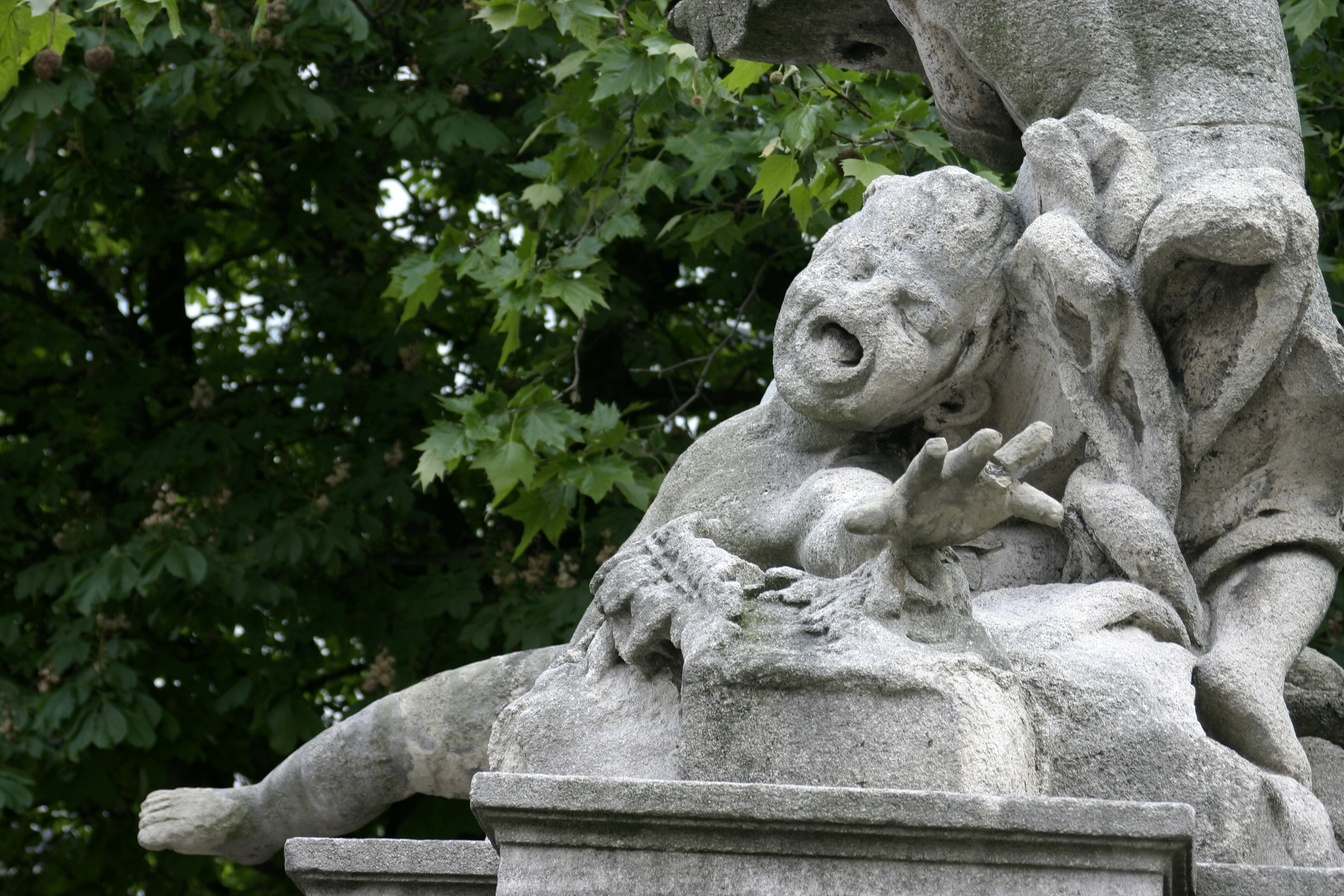
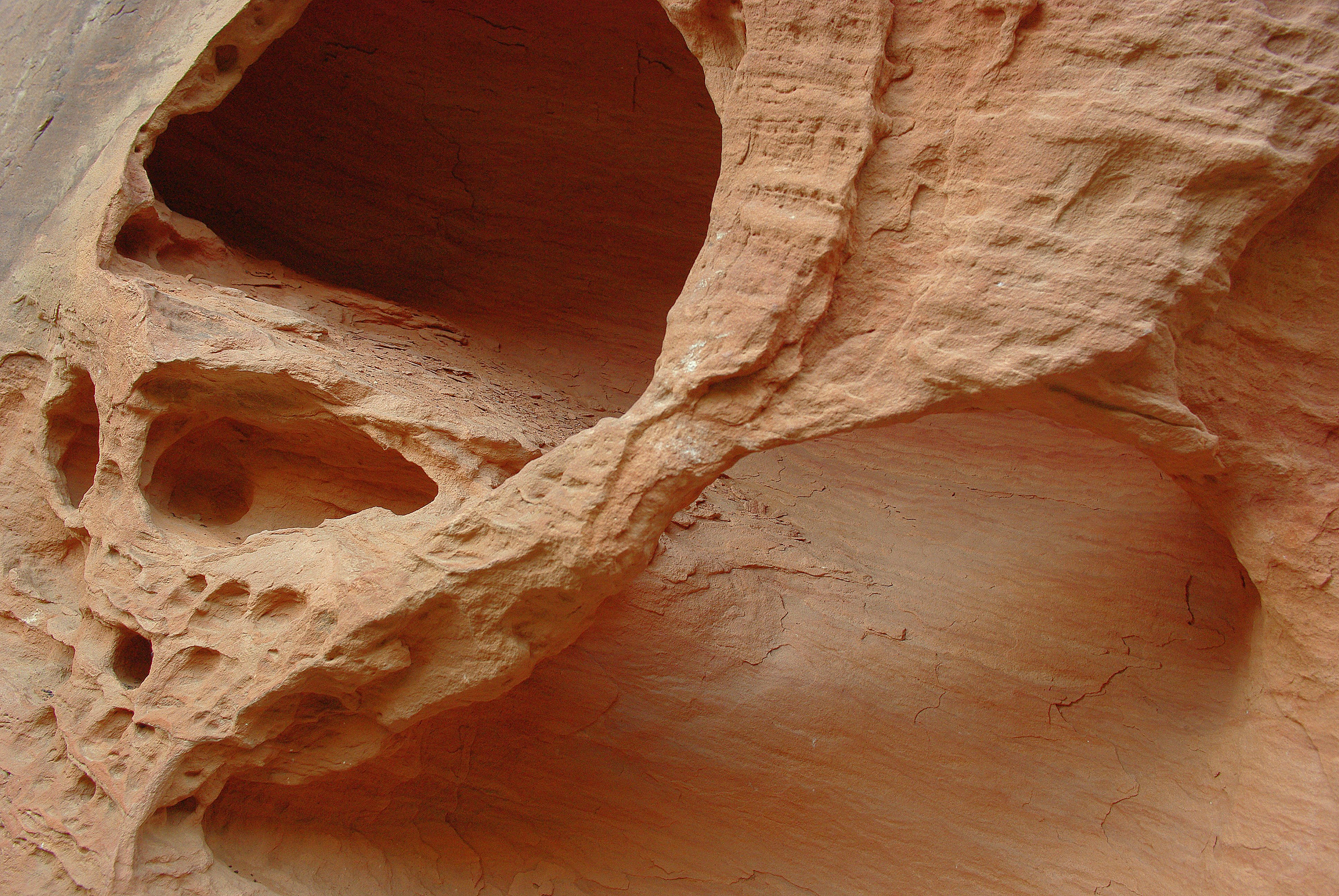
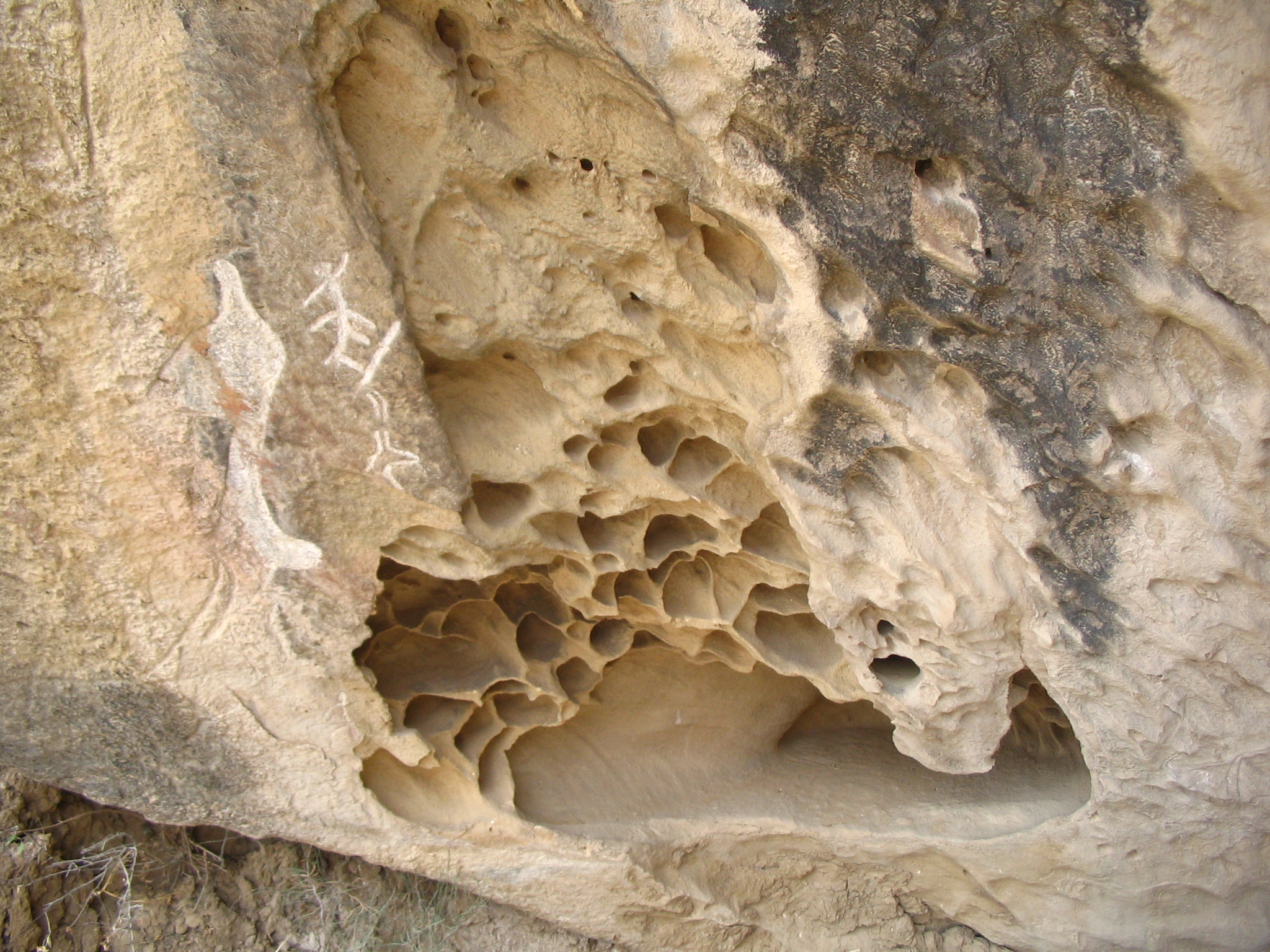
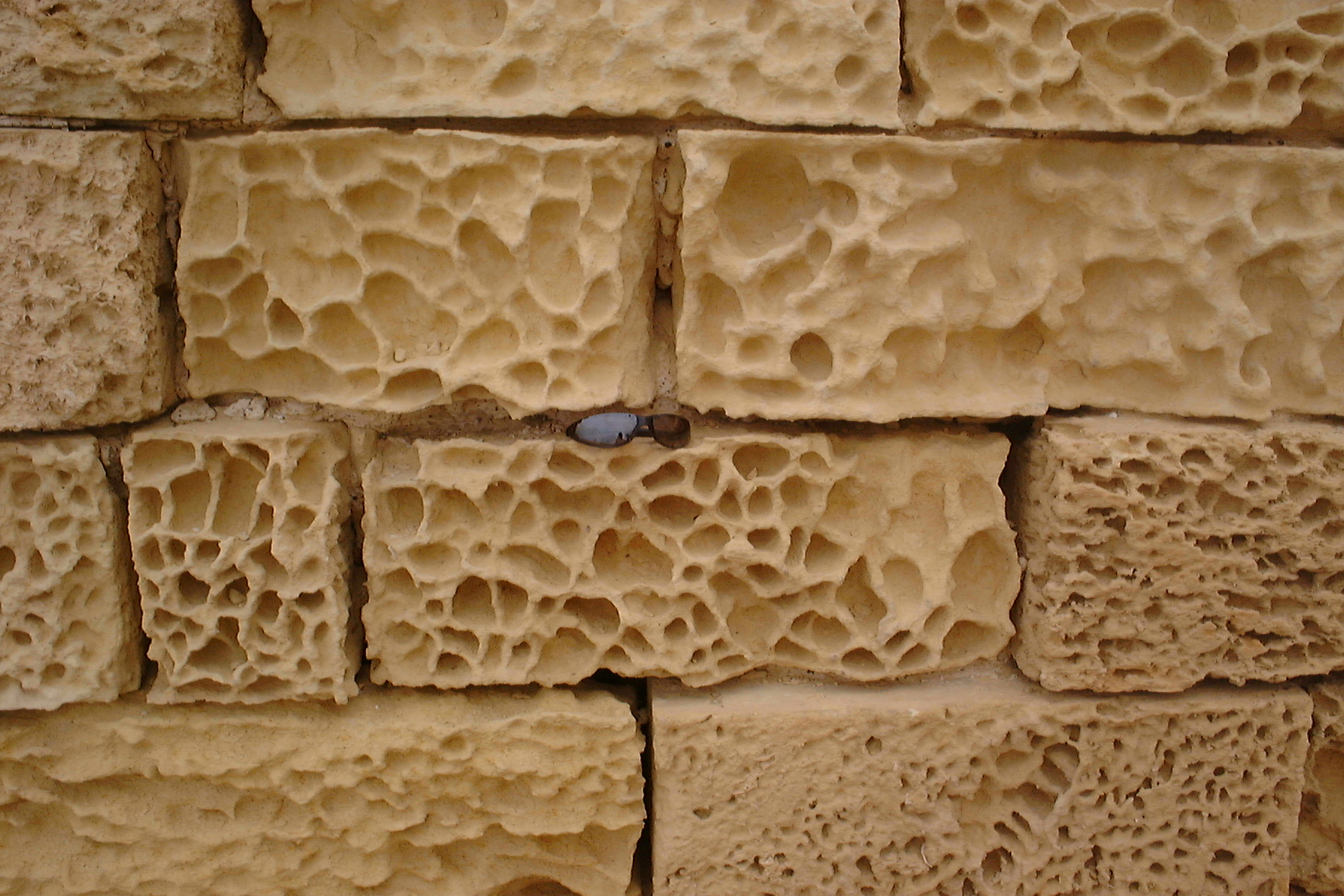
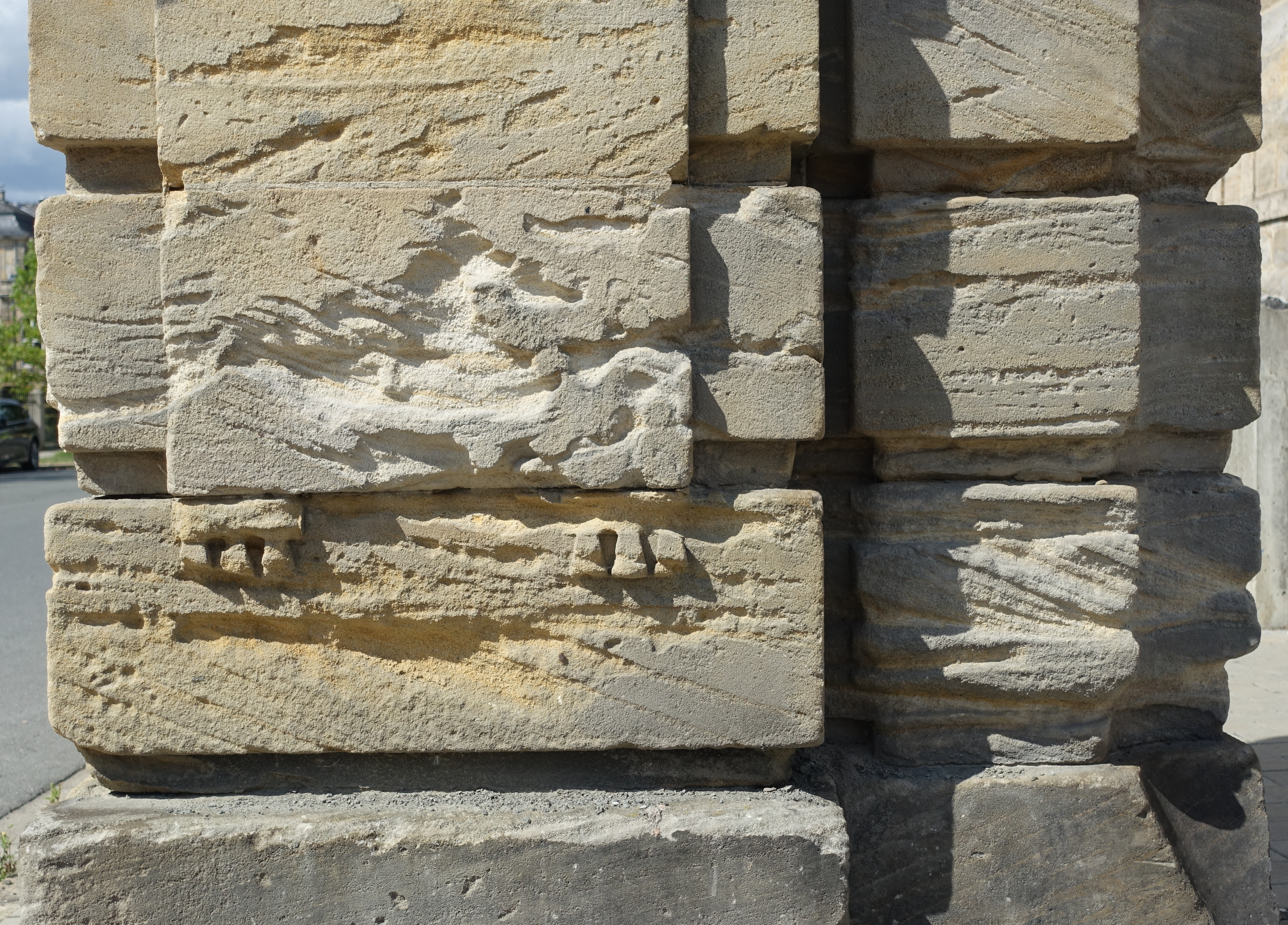